# Mahuwa
Mahuwa o Mowa fou un estat tributari protegit de l'agència de Kathiawar, prant de Halar, presidència de Bombai, format per un sol poble destacat situat a uns 5 km al sud-oest de Rajkot, amb tres tributaris separats. La superfície era de 196 km². La població el 1881 era de 233 habitants i els ingressos s'estimaven en 200 lliures; un tribut de 12 lliures es pagava al govern britànic i de 3,16 lliures al nawab de Junagarh.
La capital era Mahuwa (apareix com Mahuva, Mowa i Mhowa) que no s'ha de confondre amb la ciutat de Mahuva avui al districte de Bhavnagar o la ciutat del mateix nom avui al districte de Surat.